# Paul François (agriculteur)
Pour les articles homonymes, voir Paul François et François.
Paul François est un agriculteur-céréalier du Pays Charentais, connu comme militant associatif.
Après des années à travailler sa terre de manière conventionnelle, il est victime d'un grave accident en 2004 lors de la manipulation d'un herbicide de la firme Monsanto aujourd'hui interdit en France. Ayant des lésions sévères et irréversibles il attaque la multinationale en justice, et bénéficie de verdicts favorables en première instance et en appel.
Divisant la profession mais obtenant de nombreux soutiens dans les milieux alternatifs, son combat a fait l'objet d'une importante couverture médiatique, d'un livre qu'il a rédigé, et de la reconnaissance institutionnelle par la Légion d'honneur.
En 2023, il est violemment agressé à son domicile par des hommes cagoulés qui tentent de lui faire boire un liquide aujourd'hui indéterminé.

## Biographie

### Agriculteur conventionnel
Paul François naît le 7 janvier 1964 à Ruffec dans le Pays Charentais. En 1982 il obtient un BEP agricole. Ses parents travaillent dans la petite paysannerie à Bernac,. Son père Alphonse François a quitté sa Vendée natale à l'âge de 5 ans quand son père, lui aussi agriculteur est mort. Il se tourne dès ses seize ans vers cette profession. Après avoir repris l'exploitation familiale de 240 ha de maïs, il perpétue un modèle conventionnel incluant l'utilisation de pesticides,. Paul François évoque cette époque comme un contexte d'après-guerre axé sur la volonté générale d'autosuffisance alimentaire et de productivisme, mais également à une « Révolution verte » qui tranche avec le labeur d'autrefois de la charrue tout en gagnant correctement sa vie. Il parle aussi d'une manipulation des sociétés phytosanitaires par un discours rassurant et des publicités idylliques, d'un manque de réelles informations, et d'une profession qui ne souhaitait pas se remettre en question tant que tout allait bien,.

### Accident et combat judiciaire
Le 27 avril 2004 alors qu'il pratique un épandage classique avec son tracteur sur ses cultures, il inhale accidentellement des vapeurs d'un herbicide de la firme Monsanto commercialisé sous le nom de Lasso en vérifiant une cuve,,, restée au soleil. Ce produit considéré comme dangereux, était pourtant interdit au Canada en 1987, au Royaume-Uni ainsi qu'en Belgique en 1992, mais ne le sera en France qu'en 2007. Paul François, pris de bouffées de chaleurs et d'étourdissement, finit par perdre connaissance, et est admis d'urgence à l’hôpital grâce aux réflexes de sa femme infirmière et y sera régulièrement durant plus de deux-cents jours,. Il lui faudra pourtant batailler longuement avant que les causes soient établies, le lien avec le produit et en particulier le monochlorobenzène ayant été fait tardivement et après des accusations de folie et de shoots volontaires,. Paul François décide d'attaquer en 2005 la Mutualité sociale agricole pour être reconnu accidenté du travail, statut qu'il obtient avec un handicap de 40%. Après des hésitations cette procédure l'incite à engager en 2007 aussi une plainte contre la société Monsanto, l'amenant dans un long périple judiciaire : il bénéficie de deux verdicts favorables en première instance en 2012 au T.G.I. de Lyon puis en appel en 2015,,. La cour de cassation décide toutefois de casser la condamnation, et renvoie l'affaire,,. Dans l'attente d'une issue définitive en novembre 2018, l'agriculteur accumule environ 50 000 euros de dette et doit faire appel au financement participatif pour faire face aux frais,,,. En avril 2019, l'agriculteur remporte une nouvelle bataille face à Monsanto : la cour d'appel reproche à Monsanto « de ne pas avoir sur l’étiquetage et/ou l’emballage du produit apposé une mention sur la dangerosité spécifique des travaux dans les cuves et réservoirs ».
En février 2020, l'agriculteur est mis en examen pour recel de biens provenant d'abus de confiance d'un montant de "plusieurs centaines de milliers d'euros", qu'une notaire de Ruffec qui avait proposé de l'aider est soupçonnée d'avoir détourné de sa clientèle. Paul François précise "Je ne pensais pas que le prêt octroyé par Me Coulais-Pourageaud pouvait être de l’argent de malversations". Un juge d’instruction a été nommé.

### Agression à son domicile
Le 30 janvier 2023, alors que Paul François est en voiture à son domicile en Charente tout en étant au téléphone avec sa sœur, il est violemment agressé par des hommes cagoulés. L'agriculteur se voit ficeler les jambes ainsi que les bras avant d'avoir son écharpe bloquée dans la portière de son véhicule afin de l'immobiliser. Paul François alerte alors sa sœur — toujours au bout du fil — pour qu'elle puisse chercher « du secours » pendant que les agresseurs tentent de lui faire boire un liquide inconnu en le menaçant d'un couteau sous la gorge. Juste avant de prendre la fuite, voyant que des personnes arrivent, ces derniers frappent au sol Paul François et tentent de l'étrangler. Par la suite, une enquête est ouverte, le céréalier est également placé sous protection policière.

## François contre Monsanto

### Première instance
Le produit Monsanto avec lequel Paul François a été empoisonné est connu commercialement sous le nom de Lasso.
En décembre 2011, les arguments définitifs de la juridiction ont été entendus.
En février 2012, le Tribunal de Grande Instance de Lyon a condamné Monsanto à payer des dommages-intérêts à Paul François.

### Appel
En 2015, à la cour d'appel, les avocats de Monsanto ont refusé d'admettre à plusieurs reprises que leur produit était toxique et soutenu que les dommages-intérêts dus étaient fictifs.
Monsanto est engagé dans une lutte d'arrière-garde.

### Deuxième appel
Un nouveau jugement a lieu en février 2019, à la suite de l'appel de Monsanto. La cour d'appel de Lyon reconnaît Monsanto responsable du dommage causé à Paul François le 11 avril 2019.

### Cour de Cassation
Une ultime décision de la Cour de cassation était attendue en septembre 2020.
Par arrêt du 21 octobre 2020, la cour de cassation rejette le pourvoi du 11 avril 2019 intenté par Monsanto et confirme ainsi la condamnation de la société. La responsabilité de Monsanto est donc définitivement reconnue dans cette affaire.

## Militant associatif

Logo de l'association Phyto-Victimes

Il fonde l'association Phyto-Victimes en 2011, venant en aide à toute personne ayant subi des dommages liés aux pesticides,,. À ce titre, le 29 novembre 2014, il est nommé chevalier de la Légion d'honneur, distinction remise par Nicolas Hulot,,,. Se basant notamment sur son expérience, il met en cause - soutenu par l'ancienne ministre Corinne Lepage - de potentiels conflits d’intérêt entre la firme Monsanto et des experts notamment en exercice dans les centres antipoisons. Le 25 octobre 2017, il publie un livre engagé sous le titre « un paysan contre Monsanto,,. » Il déplore l'absence d'une véritable ambition du président Emmanuel Macron et du Gouvernement, repoussant l'interdiction du glyphosate en 2021,,. Interrogé dans le cadre de l'affaire Dewayne Johnson aux États-Unis, il déclare la condamnation de Monsanto encourageante notamment pour espérer une législation plus forte en Europe,. Depuis, Paul François a converti son exploitation au biologique et promeut cette pratique, notamment dans des lycées agricoles. Il s'est rendu en Argentine et au Burkina Faso pour soutenir des paysans touchés, et aide aussi des familles en France. Paul François se bat désormais pour faire voter par le Parlement un fonds d'indemnisation, dont le financement serait assuré par les entreprises du secteur.
Pour des raisons de santé, Paul François annonce sa démission de la présidence de l'association Phyto-Victimes, une décision qu'il avait proposé en novembre 2019

### Auteur
François a écrit, avec Anne-Laure Barret, Un paysan contre Monsanto pour documenter son combat contre Monsanto. Ce livre, qui a été mis sur le marché en octobre 2017, a été publié par les éditions Fayard presse. Pour ce livre, il reçoit le prix littéraire des Droits de l’Homme en 2018.

### Filmographie
En 2012, Paul François fait une apparition dans le film d'Éric Guéret, La mort est dans le pré, qui retrace l'histoire de nombreux agriculteurs victimes des pesticides. Il retrouve le réalisateur quelques années plus tard pour le tournage de La vie est dans le pré. Ce film, diffusé en 2020, suit la conversion de Paul François à l'agriculture biologique. Éric Guéret a suivi cette mutation passionnante pendant une année, de sa dernière moisson "chimique" à sa première moisson sans pesticide. Un enjeu de taille pour l'agriculteur qui doit réapprendre l'agronomie, adapter les outils dont il dispose et inventer sa propre méthode. Parallèlement, on suit son combat contre Monsanto pour faire reconnaître la responsabilité de la firme dans ses graves problèmes de santé.
En 2017, son histoire est décrite dans le film documentaire Les Sentinelles, de Pierre Pézerat. Ce film retrace son combat d'intoxiqué contre l'entreprise Monsanto mais aussi d'ouvriers victimes de l'amiante.
Son histoire inspire également la série télévisée de Jean-Xavier de Lestrade, Jeux d'influence,.